# Ла-162
Ла-162 — проект истребителя с ракетным двигателем создан ОКБ-301 под руководством С. А. Лавочкина.

## История проекта
В послевоенный период большой проблемой стало отсутствие ТРД большой тяги, в связи с этим, начался поиск альтернативы турбореактивным двигателям. В 1946 году ОКБ-301 под руководством С. А. Лавочкина и ОКБ-155 под руководством А. И. Микояна предприняли попытку создания истребителя с ЖРД.
Проект ОКБ-301 получил обозначение «162» и представлял собой ракетный перехватчик с двухкамерным ЖРД Л. С. Друшкина и В. П. Глушко РД-2М-3В тягой 1450 кгс. Он должен был иметь прямое крыло и крестообразное хвостовое оперение. Разбег самолёта должен был происходить на сбрасываемой колёсной тележке, а посадка на выпускавшуюся из фюзеляжа лыжу и хвостовое колесо. Вооружение «162» состояло из шести НАР ТРС-82, располагавшихся внизу носовой части фюзеляжа в реактивных орудиях ОРО-82. При проектировании были использованы наработки интернированных в СССР немецких специалистов по ракетному самолёту «346».
Расчеты показали, что при стартовом весе 5000 кг его максимальная скорость на высоте 5000 метров достигнет 1100 км/ч, а время подъёма на эту высоту 2,5 минуты, потолок — 18000 метров. При работе ЖРД на режиме минимальной тяги продолжительность полёта на высоте 3000 метров ожидалась не менее 20 минут.
Однако ввиду приобретения более мощных чем РД-10 и РД-20 английских двигателей Rolls-Royce Derwent V и Rolls-Royce Nene открыло новые возможности для создания истребителей с ТРД. Работы по самолёту «162» были свёрнуты на стадии постройки макета.

## Тактико-технические характеристики
Приведены расчетные данные.
Источник данных: Якубович, 2008.

Технические характеристики
- Экипаж: 1 пилот
- Длина: 11,175 м
- Размах крыла: 8,96 м
- Высота: 3,62 м
- Площадь крыла: 28,3 м²
- Нормальная взлётная масса: 5000 кг
- Масса топлива во внутренних баках: 3000 кг
- Силовая установка: 1 × ЖРД РД-2М-3В
- Тяга: 1 × 14,2 кН (1450 кгс)

Лётные характеристики
- Максимальная скорость:  
  - у земли: 1050 км/ч
  - на высоте: 1100 км/ч на 5000 м (М=0,962)
- Посадочная скорость: 125 км/ч
- Практический потолок: 18 000 м
- Время набора высоты: 5000 м за 2,5 мин
- Продолжительность полёта: 20 мин при включенном ЖРД на минимальной тяге

Вооружение
- Неуправляемые ракеты: 6 × РО-82